# Arboreto Ladd
El Arboreto Ladd (en inglés: Edward R. Ladd Arboretum) es un arboreto y jardín botánico de 23 acres (93 000 m²) en Evanston, Illinois, Estados Unidos. 

## Localización
El Edward R. Ladd Arboretum se encuentra en una estrecha franja de terreno de 1.2 km entre "McCormick Boulevard" y "North Shore Channel" que ha sido alquilada al "Metropolitan Water Reclamation District of Greater Chicago".
The Ladd Arboretum, 2024 McCormick Boulevard, Evanston, Cook county, Illinois IL 60532-1293 United States-Estados Unidos.
Planos y vistas satelitales.42°3′24.48″N 87°42′2.16″O / 42.0568000, -87.7006000
El arboreto está generalmente abierto al público todos los días del año.

## Historia
El arboretum fue creado cuando se plantó el primer árbol, un ginkgo por Evanston Review en recuerdo de Edward Rixon Ladd (1883-1956), su fundador, y editor.
El Arboreto fue dedicado de un modo formal al siguiente año, el 10 de junio de 1960, después que numerosos árboles más fueran plantados.

## Colecciones
El arboreto está planificado con agrupaciones de especies según la familia botánica (Betulaceae, Fabaceae, Aceraceae, Fagaceae, y  Pinaceae). 
Entre los jardines son de destacar:
- Pradera, con un área de restauración de pradera de hierbas altas que era la original existente en la zona,
- Sendero de paseo con cerezos ornamentales,
- Colección de árboles con frutos de nuez
- "Rotary International Friendship Garden"
- Rosaleda de All-America Selections,
- "Women's Terrace" (Terraza de las mujeres),
- Gazebo,
- Santuario de pájaros.
- "The Evanston Ecology Center" es un centro de educación sobre la naturaleza en el arboreto. El Centro cuenta con exposiciones de historia natural, de fósiles, semillas y especímenes de animales montados, y ofrece los fines de semana, después de la escuela, campamentos de verano, escuelas de adultos y programas enfocados en la naturaleza.